# واسنار
واسنار (به هلندی: Wassenaar) یک منطقهٔ مسکونی در هلند است که در هلند جنوبی واقع شده‌است. واسنار ۱ متر بالاتر از سطح دریا واقع شده‌است.